# Bez

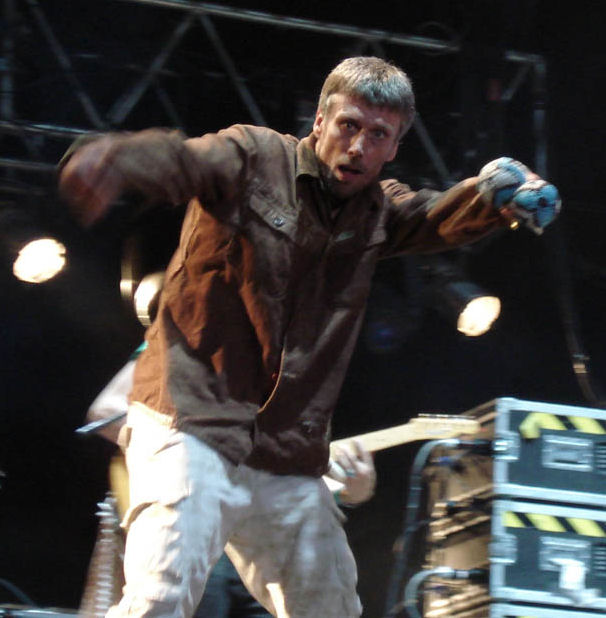
Bez 2007.

Mark Berry, mer känd som Bez, född 18 april 1964, är en brittisk dansare och mediepersonlighet. Han var medlem i musikgrupperna Happy Mondays och Black Grape, i vilka han dansade och spelade maracas. Med sin speciella dans blev han rikskänd i Storbritannien. 2005 vann han Celebrity Big Brother i Storbritannien. Bez blev förklarad bankrutt 2005 och 2008. Prissumman gick till att betala av skulder.
I augusti 2010 dömdes Bez för att ha misshandlat sin exflickvän Monica Ward, som han har en son med, genom att ta strypgrepp och hota att döda henne. Han dömdes till fyra veckors fängelse, efter att först ha dömts till samhällstjänst, men vägrat att samarbeta. Han arresterades på Euston station i London i november 2010 för att ha brutit mot ett besöksförbud som beviljats Ward efter överfallet, och eskorterades för att framträda inför domare i Manchester.